# Židovský hřbitov v Jihlavě
Židovský hřbitov v Jihlavě se nalézá 1,5 km západně od centra, v ulici U cvičiště 11, v sousedství areálu nové nemocnice a komunálního hřbitova při Žižkově ulici. Je chráněn jako kulturní památka České republiky. Založen byl v letech 1868-9 , přičemž je stále užíván. 1903-4 byla při vstupu vystavěna obřadní síň v novorománském slohu podle návrhu architekta Wilhelma Stiassného (vypálena nacisty v roce 1939). V letech 1968-9 hřbitov zkrácen a vystavěna malá obřadní síň. V roce 1993 přibyla kovaná vstupní brána, 1997 odhalen památník obětem holokaustu.

## Historie a popis
K založení židovského hřbitova na západním předměstí Jihlavy v ulici U Cvičiště došlo buď v roce 1867, nebo v roce 1869. Náklady na pořízení pozemku činily 7000 zlatých. Náhrobní kameny novodobého typu byly zhotoveny pod vlivem křesťanského ritu, jen se střídmou výzdobou a symbolikou.[zdroj?] Náhrobky jsou osazeny v pravidelných řadách kolmo k této ose a nápisem ke vstupu, pohřbívání se realizovalo v principu odzadu dopředu. V roce 1903 byla prostá budova márnice u vstupu přestavěna na velkou obřadní síň v novorománském slohu podle projektu stavebního rady Wilhelma Stiassného. V roce 1904 byla stavba dokončena včetně dvou křídel hřbitovní zdi, která uzavírala celý hřbitov z východní strany. 8. prosince 1904 síň vysvětil jihlavský rabín dr. Unger.

V roce 1939 byl hřbitov před požárem jihlavské synagogy zničen – výtržníci povalili většinu náhrobků a vypálili obřadní síň.

V letech 1968–1969 došlo k úpravě a zkrácení hřbitova a ke stavbě malé obřadní síně. V letech 1992 a 1993 byl vstup osazen kovovou vstupní bránou se židovskou symbolikou. Do průčelí byla zasazena kovová pamětní deska. V dalších letech došlo k postavení a očištění pomníků. V roce 1997 tu byl odhalen pomník obětem holokaustu. Pochovány jsou zde významné místní osobnosti, mimo jiné i rodiče a sourozenci hudebního skladatele Gustava Mahlera. 

## 21. století
Na začátku 21. století má hřbitov o rozloze 8879 m2 zhruba obdélný tvar, středem rovinaté plochy vede stromová alej. Na ploše se nalézá 1171 náhrobků a 1379 pohřbených. Hřbitov je v majetku Federace židovských obcí v ČR, přičemž ho udržuje vlastní firma Matana a.s.

## Galerie

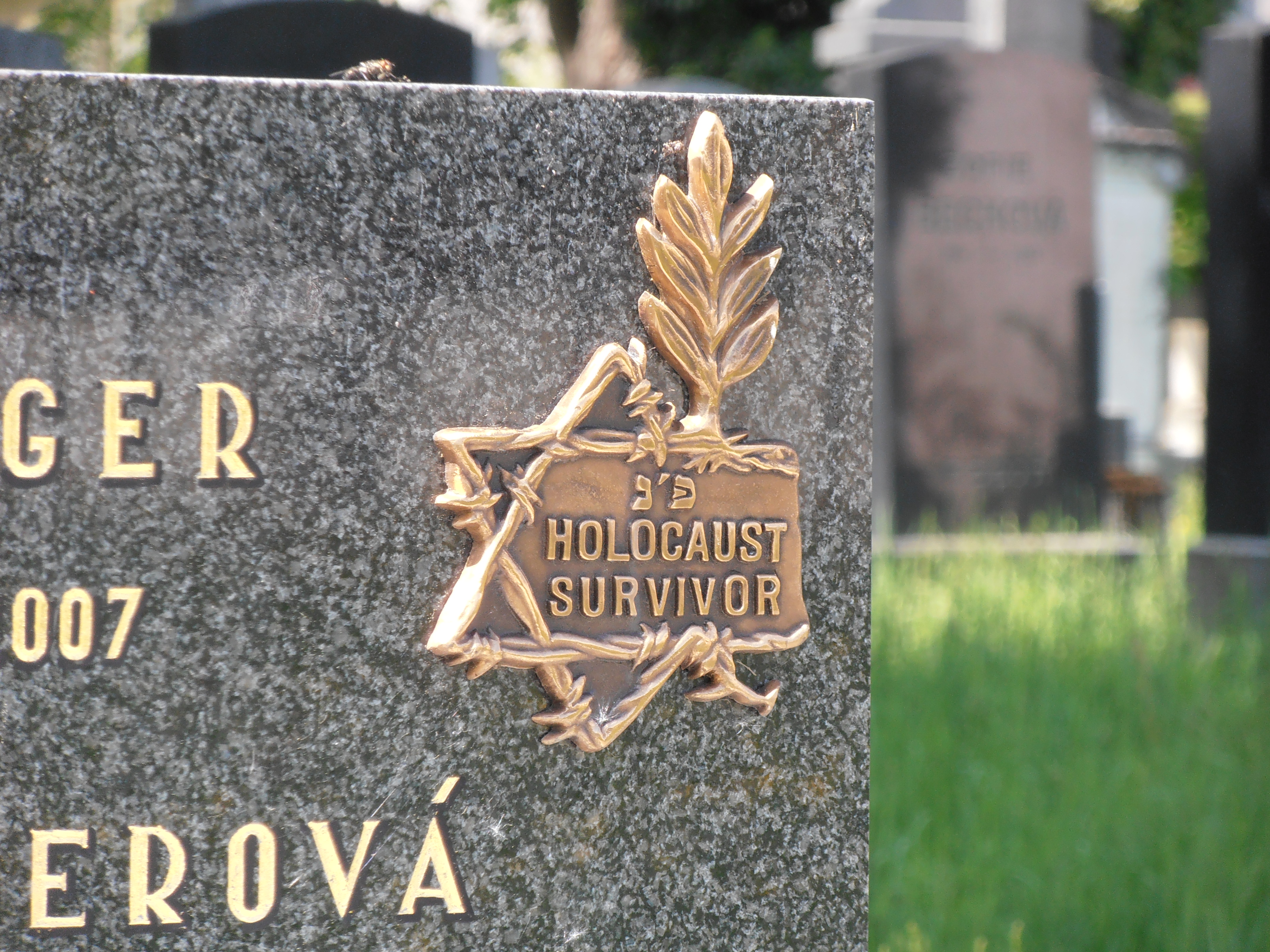
Přeživší holokaust
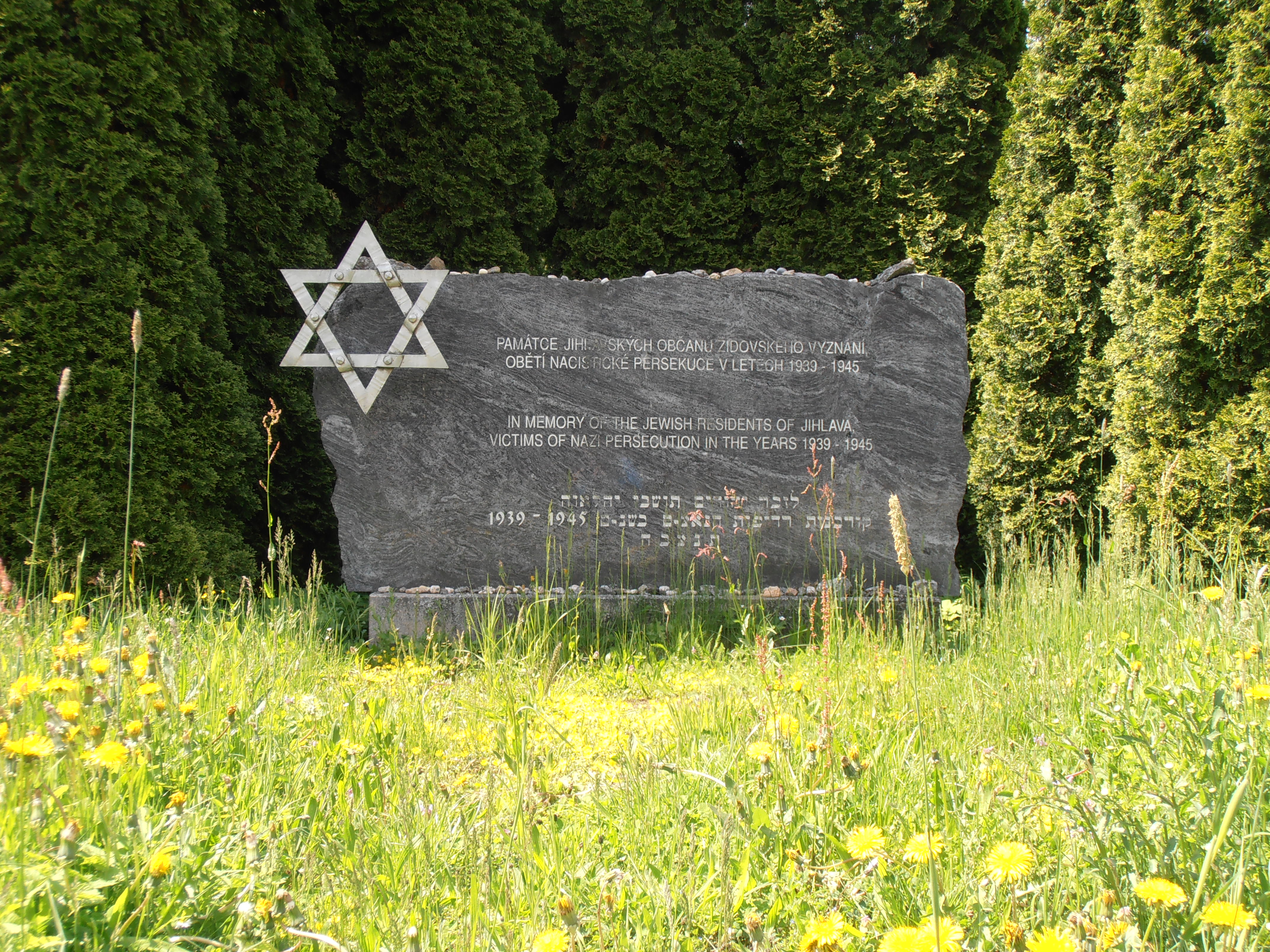
Pomník obětem holokaustu
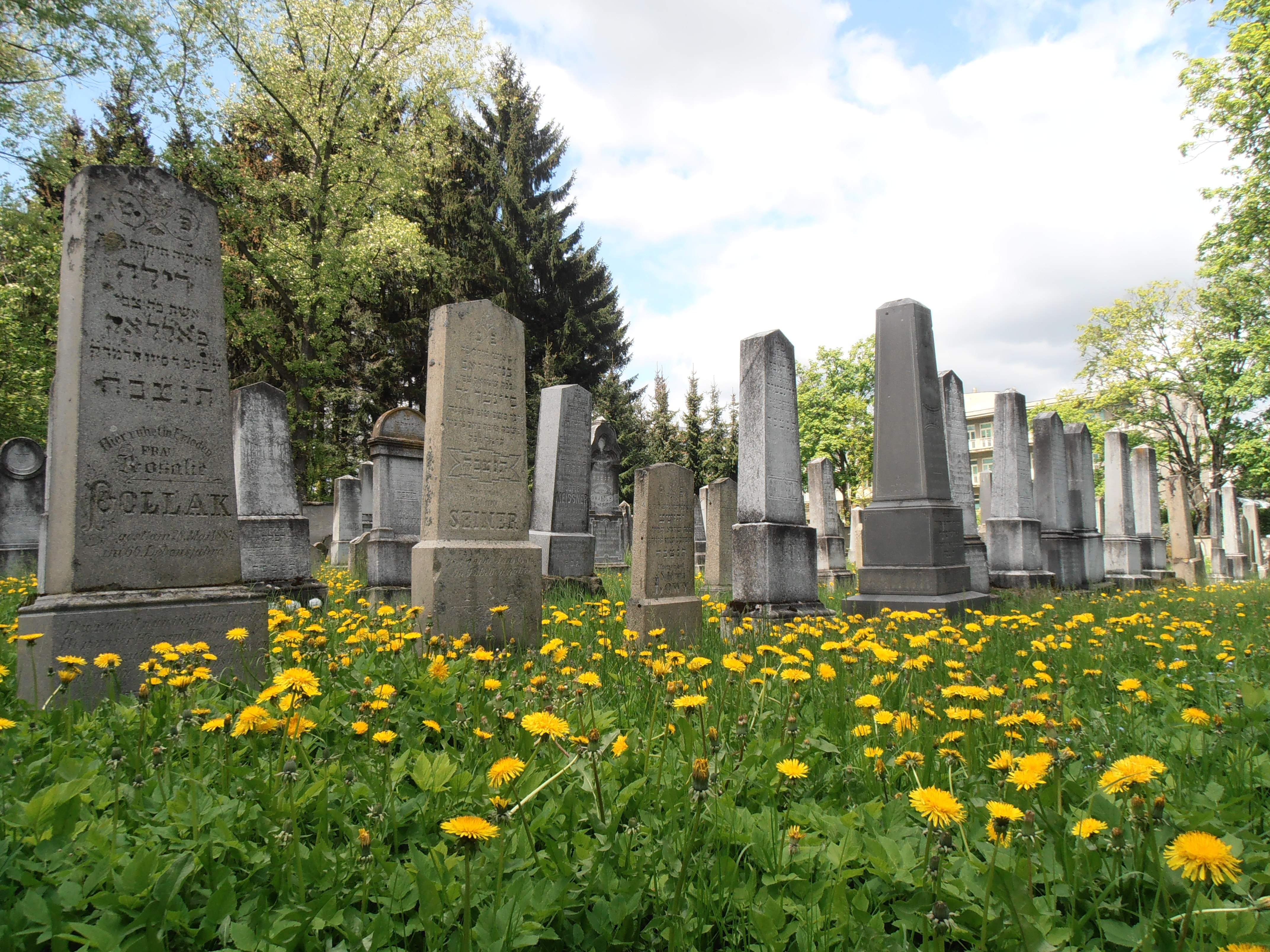
Pomníky
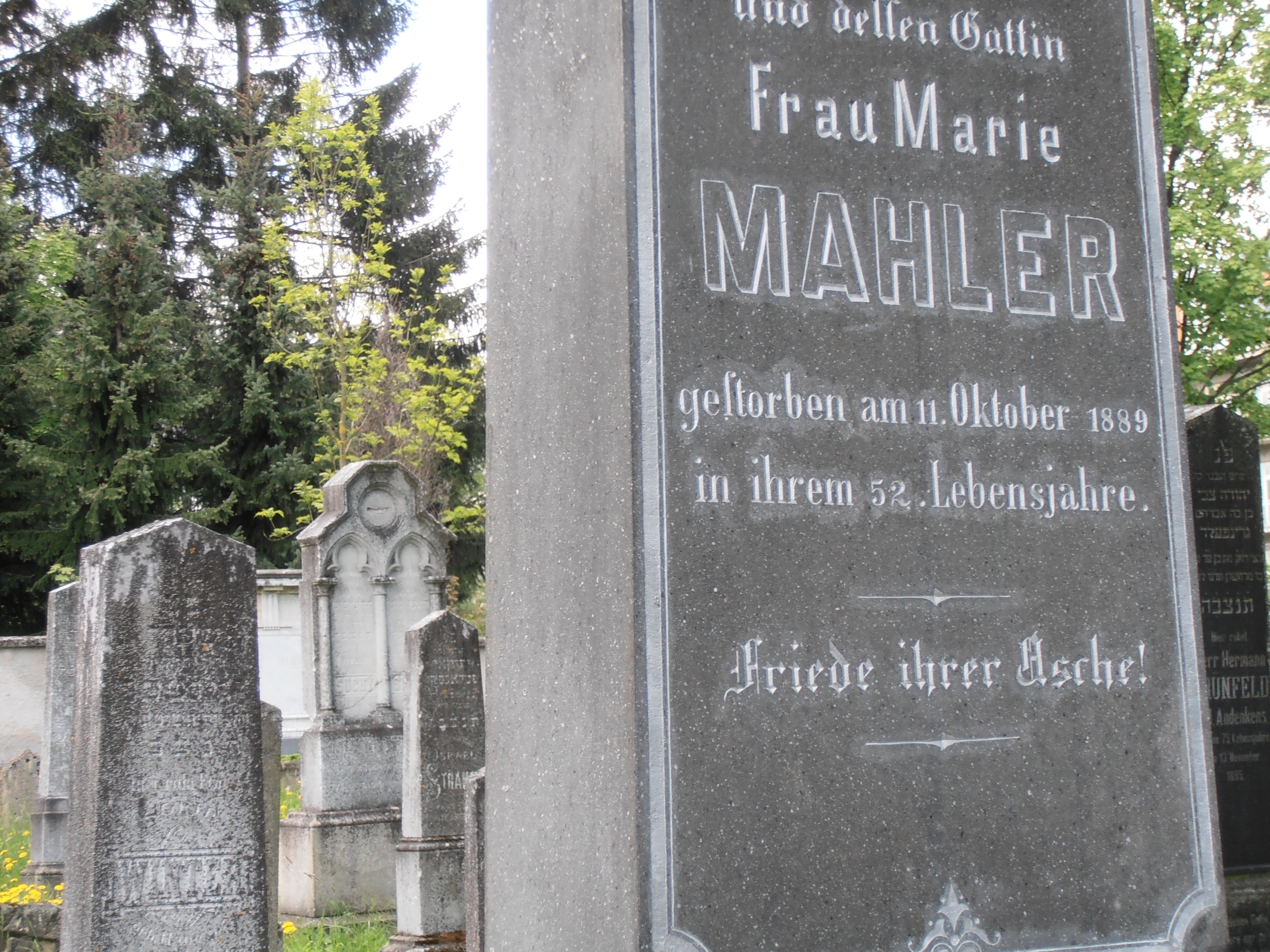
Rodina Mahlerova